# Второй дивизион ЮАР по футболу
Второй дивизион ЮАР по футболу (англ. Second Division League) — третий в структуре футбольных лиг дивизион в ЮАР. Контролируется Федерацией футбола ЮАР.

## Формат лиги
Лига состоит из 9 региональных дивизионов, по 16 команд в каждой. Чемпионы своих провинций играют в групповом этапе плей-офф. 9 клубов подразделяются на 2 группы: по 4 и 5 команд. Они играют друг с другом в два круга, победители групп продвигаются на следующий сезон в Первый дивизион.